# Graciela

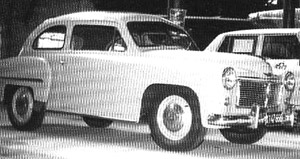
Graciela Sedan

Graciela war der Name einer argentinischen Automarke aus Córdoba. Hersteller war DINFIA, kurz für Direccion Nacional de Fabricaciones e Investigaciones Aeronauticas.

## Geschichte
Graciela trat im Jahr 1956 die Nachfolge der Marke Justicialista an. Nach dem Sturz von Juan Perón war dieser Name, die offizielle Bezeichnung der Peronistischen Partei, politisch nicht mehr gewollt. Die Fertigung von Gracielas endete 1964.

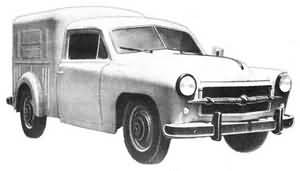
Graciela Furgón

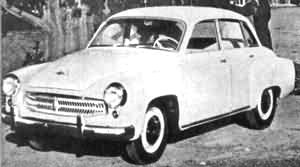
Graciela W

## Fahrzeuge
Sedan
Der Sedan wurde von 1956 bis 1961 produziert. Es wurde nun ein Dreizylinder-Zweitaktmotor aus dem Wartburg mit 901 cm³ und 27 kW bei 4000/min eingebaut. Der Kühlergrill wurde ebenfalls geändert. Hiervon entstanden etwa 2300 Fahrzeuge.
Pick-up und Furgón
Die gleichen Änderungen betrafen auch Pick-up und Furgón, die bis 1957 produziert wurden.
Graciela W
1962 wurde die Produktion komplett auf den Wartburg 311 von 1956 umgestellt. Die Graciela W war 4300 mm lang und wog 900 kg. Der Motor blieb unverändert. Die Fertigung endete 1964 nach nur 646 Fahrzeugen.